# 梅氏新园蛛
梅氏新园蛛（学名：Neoscona melloteei），又名黑側綠姬鬼蛛、綠色姬鬼蜘蛛、綠腹新圓蛛，为园蛛科新园蛛属的动物。分布于日本、台湾岛以及中国大陆的四川、广西、福建、湖南、河南、河北、北京等地，多栖息于山区灌木丛及松树林。